# Norton, Zimbabwe
Norton este un oraș din Zimbabwe.